# Lukather
Lukather – album amerykańskiego muzyka i wokalisty Steve’a Lukathera. Wydawnictwo ukazało się w 1989 roku nakładem wytwórni muzycznej CBS Records.

## Lista utworów
Opracowano na podstawie materiału źródłowego.
1. "Twist The Knife" (Lukather, Eddie Van Halen) – 5:24
2. "Swear Your Love" (Lukather, Richard Marx) – 4:00
3. "Fall Into Velvet" (Lukather, Cy Curnin, Steve Stevens) – 9:03
4. "Drive A Crooked Road" (Lukather, Danny Kortchmar) – 5:20
5. "Got My Way" (Lukather, Randy Goodrum, Mike Landau) – 4:57
6. "Darkest Night Of The Year" (Lukather, Stevens) – 5:19
7. "Lonely Beat Of My Heart" (Lukather, Diane Warren) – 4:17
8. "With A Second Chance" (Goodrum, Lukather) – 4:36
9. "Turns To Stone" (Goodrum, Lukather) – 5:35
10. "It Looks Like Rain" (Tom Kelly, Lukather, Billy Steinberg) – 4:21
11. "Steppin' On Top Of Your World" (Kortchmar, Lukather) – 5:41

## Listy sprzedaży
| Lista             | Kraj     | Pozycja |
| ----------------- | -------- | ------- |
| MegaCharts        | Holandia | 57      |
| Sverigetopplistan | Szwecja  | 14      |
| Oricon            | Japonia  | 18      |